# Liste des stades de la ligue majeure de baseball

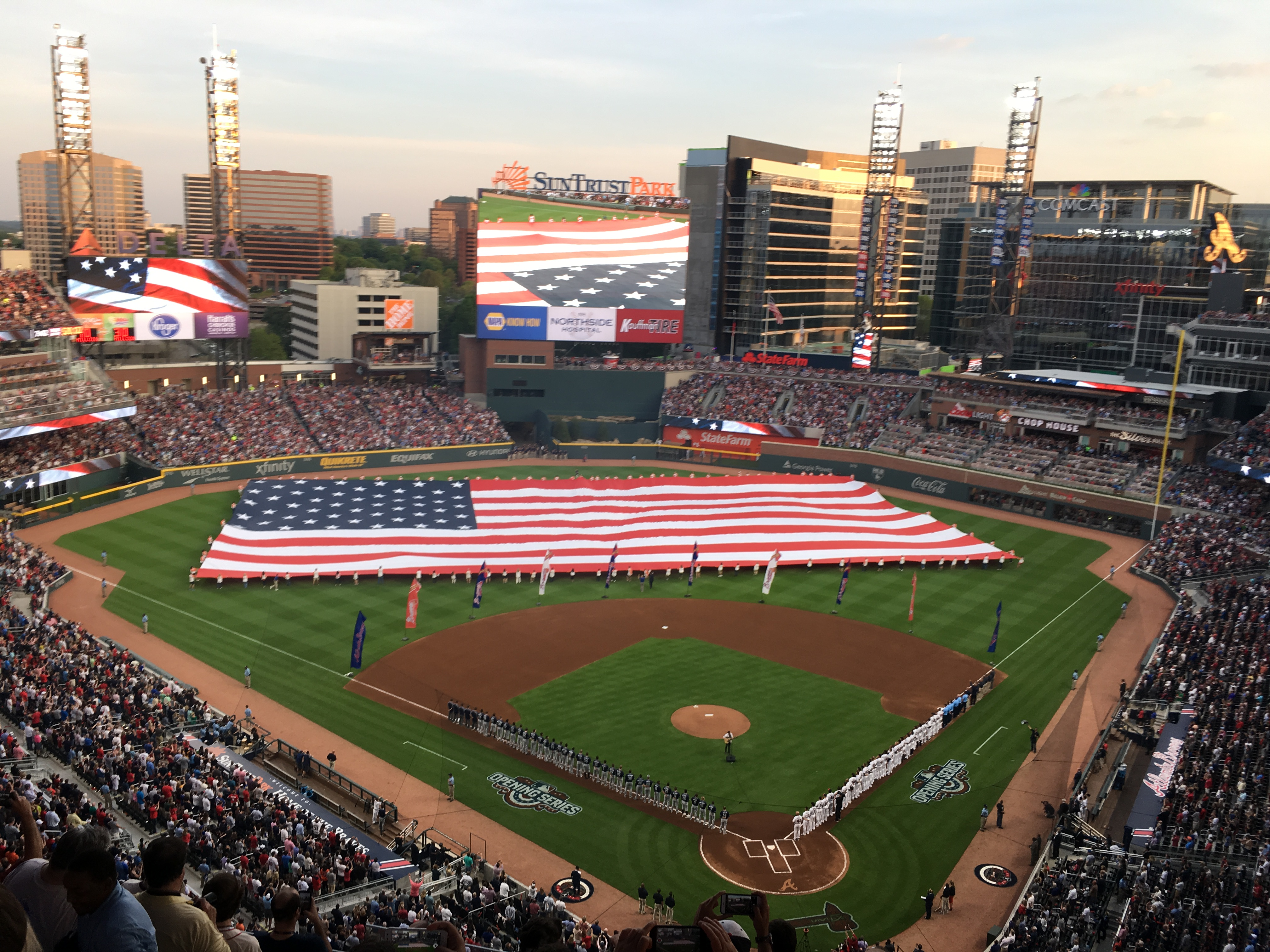
Le SunTrust Park, le stade le plus récent de la MLB, ouvert en 2017, domicile des Braves d'Atlanta.

Ce qui suit est une liste des stades de la ligue majeure de baseball, leur emplacement, leur première année d’utilisation et les équipes qui y évoluent.
Le terrain de baseball le plus récent de la MLB est le SunTrust Park de Cumberland, en Géorgie, qui accueille les Braves d’Atlanta et qui ouvre ses portes pour la saison 2017. Le Fenway Park de Boston, domicile des Red Sox de Boston, est le plus ancien et ouvre ses portes en 1912.
Dix stades de la MLB ne disposent pas de droits de dénomination d'entreprise: l'Angel Stadium, le Dodger Stadium, le Fenway Park, le Kauffman Stadium, le Marlins Park, le Nationals Park, l'Oakland–Alameda County Coliseum, l'Oriole Park de Camden Yards, le Wrigley Field et le Yankee Stadium.

## Stades
| Image | Nom                         | Capacité | Ville                      | Surface | Équipe                    | Ouverture | Dist              | Type de toit |
| ----- | --------------------------- | -------- | -------------------------- | --- | ------------------------- | --------- | ----------------- | ------------ |
|       | Angel Stadium of Anaheim    | 55,517   | Anaheim, California        | Tifway 419 Bermuda Grass                                                                                        | Angels de Los Angeles     | 1966      | 396 pieds (121 m) | Open         |
|       | Busch Stadium               | 45,494   | St. Louis, Missouri        | Kentucky blue grass                                                                                             | Cardinals de Saint-Louis  | 2006      | 400 pieds (122 m) | Open         |
|       | Chase Field                 | 48,405   | Phoenix, Arizona           | Platinum TE Paspalum grass (1998 - 2018) Shaw Sports B1K (2019 - )                                              | Diamondbacks de l'Arizona | 1998      | 407 pieds (124 m) | Retractable  |
|       | Citi Field                  | 41,922   | Queens, New York           | Kentucky blue grass                                                                                             | Mets de New York          | 2009      | 408 pieds (124 m) | Open         |
|       | Citizens Bank Park          | 42,792   | Philadelphie, Pennsylvanie | Riviera Bermuda Grass (2012 - 2016) Kentucky Bluegrass (2004–2012, 2016 - )                                     | Phillies de Philadelphie  | 2004      | 401 pieds (122 m) | Open         |
|       | Comerica Park               | 41,083   | Detroit, Michigan          | Kentucky blue grass                                                                                             | Tigers de Détroit         | 2000      | 420 pieds (128 m) | Open         |
|       | Coors Field                 | 50,144   | Denver, Colorado           | Kentucky Bluegrass/Perennial Ryegrass                                                                           | Rockies du Colorado       | 1995      | 415 pieds (126 m) | Open         |
|       | Dodger Stadium              | 56,000   | Los Angeles, California    | Santa Ana Bermuda Grass                                                                                         | Dodgers deLos Angeles     | 1962      | 395 pieds (120 m) | Open         |
|       | Fenway Park                 | 21,755   | Boston, Massachusetts      | Kentucky blue grass                                                                                             | Red Sox de Boston         | 1912      | 420 pieds (128 m) | Open         |
|       | Globe Life Field            | 40,300   | Arlington, Texas           | Latitude36 Bermuda Grass                                                                                        | Rangers du Texas          | 1994      | 400 pieds (122 m) | Open         |
|       | Great American Ball Park    | 42,319   | Cincinnati, Ohio           | Perennial Ryegrass                                                                                              | Reds de Cincinnati        | 2003      | 404 pieds (123 m) | Open         |
|       | Guaranteed Rate Field       | 40,615   | Chicago, Illinois          | Kentucky blue grass                                                                                             | White Sox de Chicago      | 1991      | 400 pieds (122 m) | Open         |
|       | Kauffman Stadium            | 37,903   | Kansas City, Missouri      | Kentucky Bluegrass/Perennial Ryegrass (1995 - ) AstroTurf (1973–1994)                                           | Royals de Kansas City     | 1973      | 410 pieds (125 m) | Open         |
|       | loanDepot Park              | 36,742   | Miami, Floride             | Platinum TE Paspalum                                                                                            | Marlins de Miami          | 2012      | 407 pieds (124 m) | Retractable  |
|       | American Family Field       | 41,900   | Milwaukee, Wisconsin       | Kentucky blue grass                                                                                             | Brewers de Milwaukee      | 2001      | 400 pieds (122 m) | Retractable  |
|       | Minute Maid Park            | 41,168   | Houston, Texas             | Platinum TE Paspalum                                                                                            | Astros de Houston         | 2000      | 409 pieds (125 m) | Retractable  |
|       | Nationals Park              | 41,339   | Washington, D.C.           | Kentucky blue grass                                                                                             | Nationals de Washington   | 2008      | 402 pieds (123 m) | Open         |
|       | Oakland Coliseum            | 46,847   | Oakland, California        | Tifway II Bermuda Grass                                                                                         | Athletics d'Oakland       | 1966      | 400 pieds (122 m) | Open         |
|       | Oracle Park                 | 41,915   | San Francisco, California  | Tifway 419 Bermuda Grass                                                                                        | Giants de San Francisco   | 2000      | 399 pieds (122 m) | Open         |
|       | Oriole Park at Camden Yards | 45,971   | Baltimore, Maryland        | Kentucky blue grass                                                                                             | Orioles de Baltimore      | 1992      | 410 pieds (125 m) | Open         |
|       | Petco Park                  | 50,209   | San Diego, California      | BullsEye Bermuda (Grass)                                                                                        | Padres de San Diego       | 2004      | 396 pieds (121 m) | Open         |
|       | PNC Park                    | 38,747   | Pittsburgh, Pennsylvanie   | Kentucky blue grass                                                                                             | Pirates de Pittsburgh     | 2001      | 399 pieds (122 m) | Open         |
|       | Progressive Field           | 44,830   | Cleveland, Ohio            | Kentucky blue grass                                                                                             | Indians de Cleveland      | 1994      | 410 pieds (125 m) | Open         |
|       | Rogers Centre               | 49,282   | Toronto, Ontario, Canada   | AstroTurf 3D Xtreme                                                                                             | Blue Jays de Toronto      | 1989      | 400 pieds (122 m) | Retractable  |
|       | Truist Park                 | 51,084   | Cumberland, Géorgie        | Seashore Paspalum, Platinum TE                                                                                  | Braves d'Atlanta          | 2017      | 400 pieds (122 m) | Open         |
|       | T-Mobile Park               | 47,929   | Seattle, Washington        | Kentucky Blue Grass /Perennial Ryegrass                                                                         | Mariners de Seattle       | 1999      | 401 pieds (122 m) | Retractable  |
|       | Target Field                | 38,544   | Minneapolis, Minnesota     | Kentucky blue grass                                                                                             | Twins du Minnesota        | 2010      | 404 pieds (123 m) | Open         |
|       | Tropicana Field             | 25,000   | St. Petersburg, Floride    | AstroTurf (1998 - 1999) FieldTurf (2000 - 2010) AstroTurf GameDay Grass (2011 - 2017) Shaw Sports Turf (2017 -) | Rays de Tampa Bay         | 1990      | 404 pieds (123 m) | Fixed        |
|       | Wrigley Field               | 25,649   | Chicago, Illinois          | Merion bluegrass                                                                                                | Cubs de Chicago           | 1914      | 400 pieds (122 m) | Open         |
|       | Yankee Stadium              | 54,251   | Bronx, New York            | Kentucky blue grass                                                                                             | Yankees de New York       | 2009      | 408 pieds (124 m) | Open         |

## Localisation des stades
| Oakland · Coliseum Oracle · Park T-Mobile Park Angel Stadium Chase Field Busch · Stadium Wrigley Field Guaranteed Rate · Field Kauffman Stadium Coors Field Progressive · Field Miller · Park Comerica · Park Target · Field Rogers · Centre Fenway · Park Yankee · Stadium Minute Maid Park Petco Park SunTrust Park Globe Life Park Dodger Stadium Marlins Park Tropicana Field Great American · Ball Park Citizens Bank Park Citi Field Nationals · Park PNC · Park Camden Yards |

### Stades futurs et proposés
| Nom                   | Capacité      | Ville               | Surface         | Équipe            | Ouverture | Type de toit | Statut          |
| --------------------- | ------------- | ------------------- | --------------- | ----------------- | --------- | ------------ | --------------- |
| Globe Life Field      | 40,300        | Arlington, Texas    | Artificial turf | Texas Rangers     | 2020      | Retractable  | En construction |
| Portland Ballpark     | 32,000–34,000 | Portland, Oregon    | Grass           | Portland MLB (en) | 2022      | Retractable  | Proposé,        |
| Oakland Ballpark (en) | 34,000        | Oakland, Californie | Grass           | Oakland Athletics | 2023      | Open         | Proposé         |